# 莎莎丽·福布斯
莎莎丽·福布斯（英語：Sashalee Forbes，1996年5月10日—）是一名专长于短跑的牙买加田径运动员。她曾代表牙买加队参加2016年里约奥运，结果在女子4×100米接力项目上夺得亚军。